# Fodrejsen 2001
Fodrejsen 2001 er en dansk dokumentarfilm fra 2001 med instruktion og manuskript af Carl Schenstrøm Nørrested.

## Handling
Portræt af den danske filmbranche ved årtusindeskiftet med Anders Refn, Peter Aalbæk Jensen, Mogens Rukov, Poul Nesgaard, Per Holst, Tivi og Kim Magnusson, Dan Nissen, Morten Piil, Bo Green Jensen, Mikael Olsen og Thomas Danielsson.